# Famille de Viron
Cette page explique l’histoire ou répertorie les différents membres de la famille de Viron.
La famille de Viron (olim Viron) est une famille de la noblesse belge, admise aux Lignages de Bruxelles.

## Représentants. Généalogie partielle de la famille
Paul Viron, né à Forest, le 12 avril 1689.
- Jean-Charles Viron, né à Bruxelles, baptisé le 25 janvier 1722 à l'église Notre-Dame de la Chapelle, décédé à Bruxelles le 27 avril 1799 ; licencié en droit, conseiller au conseil souverain de Brabant ; époux de dame Maria Theresia t'Sas, issue des Lignages de Bruxelles (Sweerts).
  - Jean-Bernard de Viron, né à Bruxelles, le 29 mars 1764, baptisé le lendemain à Sainte-Gudule et mort le 27 décembre 1834 ; licencié en droit, bourgmestre de Dilbeek 1804 à 1810, conseiller auditeur de la chambre des comptes, puis de la commission administrative de Belgique instituée en 1814. Il fut admis au lignage Sweerts le 13 juin 1786. Obtient le titre de baron pour lui et sa descendance en primogéniture masculine en 1822 du roi Guillaume Ier des Pays-Bas.
    - Fanny de Viron, 1798-1864, mariée avec François Antoine Marie de Fierlant (1800-1861).
    - Guillaume de Viron, né à Bruxelles le 13 septembre 1791 et décédé à Dilbeek le 7 juillet 1857 ; gouverneur de la province de Brabant, conseiller provincial, membre du Congrès national en 1830.
      - Théodore de Viron, né à Bruxelles le 26 février 1823, décédé à Dilbeek au château de Sainte-Alène le 24 décembre 1882, a fait construire le château de Viron[1]. Fait élargir la transmission du titre de baron à l'ensemble de sa descendance.
        - Marie de Viron, 1853-1935
        - François de Viron, 1859-
        - Robert de Viron, 1860-1929
        - Marguerite de Viron, 1862-1935
        - Léon de Viron, 1866-1925
        - Isabelle de Viron, 1868-?
        - Maurice de Viron, 1871-?
        - Ignace de Viron, 1872-1954
        - René de Viron, 1877-?
        - Robert de Viron[2], né au château de Sainte-Alène à Dilbeek le 22 juin 1860 et mort le 23 mars 1929 au château d'Eleghem[3] à Dilbeek ; baron, docteur en droit, avocat près la cour d'appel de Bruxelles, bourgmestre de Dilbeek en 1913. Vit au château de Waesbroeck en 1901[4].
          - Albert de Viron[5], 1898-1931,  marié à Ixelles le 19 septembre 1922 avec Marie-Françoise Coppens d'Eeckenbrugge (1901-1959).
          - Hervé Joseph Hubert Marie Ghislain de Viron[6], baron, 1896-1962, marié à Bruges le 29 décembre 1920 avec Ghislaine Janssens de Bisthoven (1899-1971).

Guillaume Marie Joseph Franz Hubert Ghislain, baron de Viron, époux de dame Elisabeth d'Hoffschmidt depuis 1951, né à Biron le 11 février 1924 et décédé à Marche-en-Famenne le 29 mars 2016
- Huit enfants : 3 filles, Benoît, Daniel, Marie-Astrid, François-Xavier et Jean-Charles.

Baudouin, baron de Viron (Woluwe-Saint-Lambert, 14 juillet 1949 - Namur, 1er juillet 2017).

## Propriétés
La famille de Viron a possédé et fait construire différentes propriétés, à Dilbeek en particulier.
- Le château médiéval de Dilbeek, acquis en 1787 et détruit par la famille en 1871.
- Le château de Viron qu'elle a fait bâtir - avec ses dépendances. Franz de Viron le vend à la commune de Dilbeek en 1923.
- Le château d'Elegem.
- Une villa, bâtie par Robert de Viron au début du XXe siècle[9].
- Le château de Béthanie, à Anderlecht, où vit Robert de Viron en 1901. Après leur délaissement par les Viron, le château de Béthanie a été occupé par les Œuvres du Mont Thabor et ont servi de pensionnat pour enfants malades. Démoli dans les années 1950.
- Le Relais de Viron à Haillot
- Le Landhuis de Viron à Leeuw-Saint-Pierre[10]

## Admission aux Lignages de Bruxelles
Maria Theresia t'Sas était la fille de Paulus t'Sas et de Barbara Gaucheret, sœur d'Henri Gaucheret admis au lignage Sweerts. Elle épousa Joannes Carolus Viron, conseiller du Conseil souverain de Brabant. dont :
Jean-Bernard Viron, époux d'Anne Catherine Calluy, créé baron le 6 juillet 1822, mort le 27 décembre 1834, avait été admis au lignage Sweerts le 13 juin 1786.

## Preuves de noblesse
Le 6 juillet 1822, Jean-Bernard de Viron (né en 1764 et décédé et 1834) obtient une reconnaissance de noblesse ainsi qu'une concession d'un titre de baron. Son nom figure sur la 1re liste officielle des nobles. Ce titre de baron était transmissible à la primogéniture mâle mais son petit-fils, le baron Théodore-Marie-Charles-Joseph, obtient une extension de celui-ci pour toute sa descendance.